# Yateley
Yateley est une ville du Royaume-Uni, située en Angleterre du Sud-Est dans le comté de Hampshire.
Sa population était de 20 214 habitants en 2001.